# Горбунов, Сергей Петрович
Серге́й Петро́вич Горбуно́в (29 июля 1902, Спас-Журавна, Тульская губерния — 5 сентября 1933, Лопасня, Московская область) — советский авиационный инженер-механик, один из организаторов авиационной промышленности СССР, директор авиационного завода № 22 (1931—1933).

## Биография

### Ранние годы
Родился в 1902 году в Спас-Журавне Тульской губернии в семье крестьянина. Учился в Зарайском реальном училище. Входил в ученическую подпольную организацию.
Участвовал в Гражданской войне. С 1921 по 1922 год был председателем уездного комитета комсомола. 
В 1922 году по путёвке Реввоенсовета РСФСР поступил в Военно-воздушную академию РККА им. Н. Е. Жуковского.

### Работа в авиационной промышленности
Во время учёбы в академии в 1924 году проходил практику на авиационном заводе № 22 (Фили, Москва). 
Окончил академию в 1927 году и был направлен на авиационный завод № 22, где вскоре стал начальником технического бюро. С 1929 года — главный инженер, с 1930 года — технический директор. В 1931 году был назначен директором завода. Под его руководством была начата коренная реконструкция завода. Освоен серийный выпуск цельнометаллических самолётов АНТ-3, АНТ-4, АНТ-5, АНТ-6.

### Смерть
Сергей Петрович Горбунов погиб 5 сентября 1933 года при перелёте на приёмку нового авиационного завода в Севастополе. Самолёт Р-6, в котором, помимо Горбунова, летели П. И. Баранов, А. З. Гольцман и другие члены приёмочной комиссии, потерпел катастрофу, все пассажиры и экипаж погибли.
Похоронен в Москве, в ныне закрытом колумбарии на Новом Донском кладбище.

### Семья
Родным братом С. П. Горбунова был Владимир Петрович Горбунов (1903—1945) — советский авиаконструктор, руководитель создания истребителя ЛаГГ-3.

## Награды
- Орден Ленина[2] (1931) — за выполнение пятилетнего плана в 2,5 года
- Орден Красной Звезды[2]

## Память
Именем Горбунова названы:
- Казанское авиационное производственное объединение имени С. П. Горбунова
- Дворец Культуры имени Горбунова в Москве
- Улицы в Москве и Казани